# Kupferschnitt

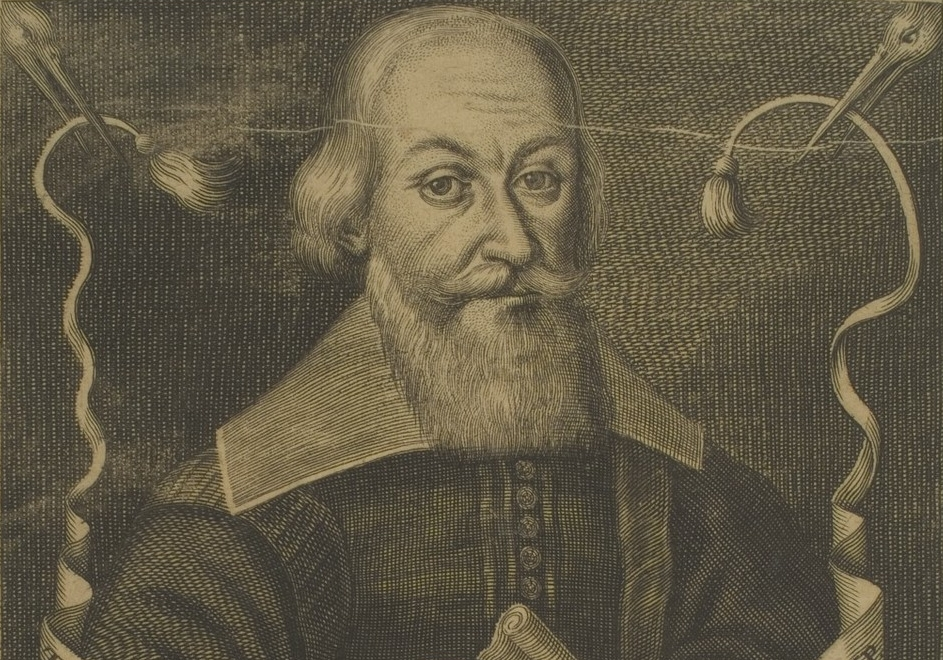
Jakob von Sandrart (1630–1708): Ausschnitt des Kupferschnitts mit Bildnis Thomas von Schröers

Der Kupferschnitt ist ein dem Kupferstich verwandtes grafisches Tiefdruckverfahren. Eine Kupferplatte dient dabei als Druckplatte.
Der Unterschied zum Kupferstich liegt darin, dass der Kupferschnitt neben den Schnittfurchen auch Grate aufweist und somit auch Merkmale eines Hochdruckverfahrens trägt. Die Erfindung wird dem Emailleur und Grafiker Curt Hasenohr-Hoelloff zugeschrieben.
Der Kupferschnitt ist dem Bleischnitt, dem Stahlschnitt und dem Holzschnitt verwandt. Die Arbeitstechniken unterscheiden sich nicht grundlegend. Lediglich die Möglichkeiten der Ausarbeitung weichen je nach Material voneinander ab.